# Nancy geht nach Rio
Nancy geht nach Rio ist eine US-amerikanische Musicalkomödie aus dem Jahr 1950 von Robert Z. Leonard mit Ann Sothern und Jane Powell in den Hauptrollen. Der Film wurde von Metro-Goldwyn-Mayer produziert und basiert auf einer Originalstory von Jane Hall, Frederick Kohner und Ralph Block.

## Handlung
Nach der letzten Aufführung eines Broadway-Stücks gibt die Hauptdarstellerin Frances Elliott eine Party. Unter den zahlreichen Gästen ist auch ihr exzentrischer Vater Gregory, der ebenfalls Schauspieler ist. Auch ihre siebzehnjährige Tochter Nancy Barklay, eine aufstrebende Schauspielerin, ist dabei, ebenso der brasilianische Bühnenautor Ricardo Domingos, der erwägt, Frances in seinem nächsten Stück die Hauptrolle zu geben. Frances strebt eifrig die Rolle in Ricardos Stück an, und obwohl sie praktisch sicher ist, dass sie die Rolle bekommt, bittet Ricardo sie, die Neuigkeit nicht öffentlich zu machen, bis eine endgültige Entscheidung getroffen ist. Später erzählt Ricardo Frances Produzenten unter vier Augen, dass Frances vielleicht nicht die Richtige für die Rolle sei und dass er eine jüngere Schauspielerin im Sinn habe. Als Ricardo Nancy trifft, weiß er sofort, dass er die perfekte junge Frau für die Rolle gefunden hat. 
Am nächsten Tag segelt Frances nach Rio de Janeiro, wo sie Urlaub machen und sich dem Einstudieren ihres Textes widmen will. Gregory begleitet Frances nach Rio de Janeiro, während Nancy, die kurz davor steht, in einem Stück einer kleinen Theatergruppe mitzuspielen, nach Connecticut fährt. Nachdem Ricardo Nancys schauspielerische Fähigkeiten beobachtet hat, bietet er ihr die Rolle an, die er Frances versprochen hat. Nancy nimmt die Rolle an, da sie nicht weiß, dass Ricardo sie ihrer Mutter bereits versprochen hat. Auf der Suche nach der Ruhe, die sie braucht, um für die Rolle zu lernen, folgt Nancy ihrer Mutter und ihrem Großvater nach Rio de Janeiro. An Bord des Schiffes belauscht der Geschäftsmann Paul Berten Nancys Textproben und kommt fälschlicherweise zu dem Schluss, dass sie eine verlassene Ehefrau und werdende Mutter ist. Paul hat Mitleid mit Nancy und bittet seine Geschäftspartnerin Marina Rodrigues, das junge Mädchen zu beraten. Nancy ahnt nicht, dass Paul versucht, ihr zu helfen, und verwechselt seine väterliche Sorge mit einem Heiratsantrag. Sie lehnt Pauls offensichtlichen Antrag ab und verabschiedet sich von ihm, als das Schiff Rio de Janeiro erreicht. 
Kurz nachdem sie wieder mit ihrer Mutter vereint ist, belauscht Nancy ihre Textproben und erkennt sofort, dass sie für dieselbe Rolle lernen. Die Enthüllung erschüttert Nancy und veranlasst sie, aus dem Stück auszusteigen. Sie verschweigt ihrer Mutter, dass sie die Hauptrolle in Ricardos Stück spielen sollte, sondern teilt ihr stattdessen mit, dass sie nach Rio de Janeiro gekommen sei, um zu heiraten. Verwirrung herrscht, als Nancy später Paul in seinem Büro besucht und versucht, den Heiratsantrag anzunehmen. Paul ist verblüfft über ihr Verhalten und glaubt immer noch, dass Nancy schwanger und in Schwierigkeiten sei. Er schickt sie nach Hause, um mit ihrer Mutter über ihre Situation zu sprechen, aber Nancy versteht ihn falsch und glaubt, er habe gemeint, dass sie mit ihrer Mutter über ihre bevorstehende Hochzeit sprechen solle. Marina folgt Nancy zum Haus ihrer Mutter und erzählt Frances unter vier Augen von Nancys angeblicher Schwangerschaft. Die Verwirrung wird noch größer, als Frances die Qualen ihrer Tochter missversteht und zu dem Schluss kommt, dass sie von Paul schwanger sein muss. Frances verlangt ein privates Treffen mit Paul, bei dem Paul seine romantische Anziehung zu Frances offenbart. Frances verlässt Paul angewidert, aber die Situation klärt sich bald auf, als Paul Gregory erzählt, dass er Nancy gerade erst kennengelernt hat. Gregory erkennt Nancys vermeintliche missliche Lage sofort anhand der Geschichte des Stücks, das Frances las, und erklärt Frances die Situation. Als Frances die Wahrheit über Paul erfährt, ändert sich ihre Meinung über ihn und sie beginnen eine Romanze. Nachdem sie ihre Verlobung mit Paul bekannt gegeben hat, zieht sich Frances aus Ricardos Stück zurück und schlägt Nancy als ihren Ersatz vor. Alles endet glücklich, als die Show in New York mit Nancy in der Hauptrolle eröffnet wird.

## Hintergrund
Gedreht wurde der Film von Mitte Juni bis Anfang August 1949 in den MGM-Studios in Culver City.
Cedric Gibbons und Jack Martin Smith oblag die künstlerische Leitung. Edwin B. Willis und Richard Pefferle waren für das Szenenbild zuständig, Helen Rose für die Kostüme. Verantwortlicher Toningenieur war Douglas Shearer. A. Arnold Gillespie schuf die Spezialeffekte.
Der Film ist ein Remake der zehn Jahre zuvor von Universal Pictures produzierten Komödie It’s a Date.

## Musik
Folgende Songs wurden im Film gespielt:
- Time and Time Again von Fred Spielman und Earl Brent
- Shine On, Harvest Moon von Jack Norworth und Nora Bayes
- Magic Is The Moonlight von Maria Grover und Charles Pasquale
- Nancy’s Goin’ to Rio von George E. Stoll und Earl Brent
- Cae, Cae, Cae von Roberto Martis, George E. Stoll und Earl Brent
- Yipseee-I-O von Ray Gilbert
- Embraceable You von George und Ira Gershwin
- Baião von Humberto Teixeira und Luiz Gonzaga (engl. Text von Ray Gilbert)
- Carinhoso von Pixinguinha und Joao de Barro (engl. Text von Ray Gilbert)
- Musetta’s Waltz aus der Oper La Bohème von Giacomo Puccini

Das Orchester wurde von Robert Franklyn, Albert Sendrey und Robert Van Eps geleitet.

## Veröffentlichung
Die Premiere des Films fand am 10. März 1950 statt. 1954 kam er in Österreich in die Kinos.

## Kritiken
Der Filmkritiken-Aggregator Rotten Tomatoes hat in einer Auswertung ein Publikumsergebnis von 44 Prozent positiver Bewertungen ermittelt.
Bosley Crowther von der The New York Times sah keine wirklichen Unterschiede zu dem Vorgängerfilm, den er als nicht so gut bezeichnete. Es sei immer noch eine belanglose kleine Fabel über eine leichte Rivalität zwischen Mutter und Tochter. Diese Art von Pudding, zusammengebraut mit ein paar klugen Zeilen und lebhaften Episoden, könne trotz ihrer Trivialität für eine charmante Unterhaltung sorgen. Aber in diesem Fall werden diese Hauptbestandteile bestenfalls sparsam eingerührt.
Die Variety lobte hingegen, dass der Film so sei, wie ein leichtes, glitzerndes Musical sein sollte.